# Балтаси (городское поселение)
Городско́е поселе́ние посёлок городского типа Балтаси — муниципальное образование в Балтасинском районе Татарстана Российской Федерации.
Административный центр — пгт Балтаси.

## История
Статус и границы городского поселения установлены Законом Республики Татарстан от 31 января 2005 года № 49-ЗРТ «Об установлении границ территорий и статусе муниципального образования „Балтасинский муниципальный район“ и муниципальных образований в его составе».

## Население
| 2010  | 2011  | 2012  | 2013  | 2014  | 2015  | 2016  |
| ----- | ----- | ----- | ----- | ----- | ----- | ----- |
| 7988  | ↗8000 | ↗8088 | ↗8190 | ↗8334 | ↗8369 | ↗8448 |
| 2017  | 2018  | 2021  |       |       |       |       |
| ↗8488 | ↗8541 | ↘8454 |       |       |       |       |

## Состав городского поселения
| № | Населённый пункт | Тип населённого пункта      | Население |
| - | ---------------- | --------------------------- | --------- |
| 1 | Балтаси          | пгт, административный центр | ↘8180     |
| 2 | Курмала          | деревня                     |           |
| 3 | Куюк             | деревня                     |           |
| 4 | Куюкбаш          | деревня                     |           |